# Siegmund Lubin
Siegmund Lubin, nato Siegmund Lubszyński, (Breslavia, 20 aprile 1851 – Atlantic City, 10 settembre 1923), è stato un produttore cinematografico tedesco naturalizzato statunitense.

## Biografia
Nato a Breslavia, in Slesia - quando questa faceva parte della Germania - di famiglia ebraica, Siegmund Lubszyński a 25 anni, nel 1876, emigrò negli Stati Uniti. A Filadelfia, città dove si stabilì, aprì un negozio di ottica. Uomo d'affari di successo, cominciò a interessarsi alle invenzioni di Thomas Alva Edison che riguardavano l'ottica, il suo campo di interesse. Le nuove tecnologie lo indussero a interessarsi sempre di più al cinema, la nuova forma di spettacolo che cominciava a prender forma anche come industria. Nel 1897, cominciò a vendere ai nickelodeon brevi film che lo mettevano in concorrenza con Edison, detentore dei brevetti cinematografici negli Stati Uniti. L'inventore, però, non riuscì a bloccare l'attività di Lubin, anche se lo trascinò in tribunale intentandogli causa nel 1898.
Nel 1902, fondò a Filadelfia la Lubin Manufacturing Company. La compagnia, nel 1910, costruì la Lubinville, gli studi della casa di produzione.
Lubin produsse 2.436 film
Occasionalmente, fu anche attore e regista (recitò in quattro film e ne diresse quattro).

## Riconoscimenti
Per il suo contributo all'industria cinematografica, Siegmund Lubin ha una stella sull'Hollywood Walk of Fame al 6166 Hollywood Blvd.

## Filmografia

### Regista
- Uncle Tom's Cabin (1903)
- The Great Train Robbery (1904)
- Thrilling Detective Story (1906)
- The Yiddisher Boy (1909)